# Podskalie
Podskalie (in ungherese Egyházasnádas) è un comune della Slovacchia facente parte del distretto di Považská Bystrica, nella regione di Trenčín.